# Scopula mutata
Scopula mutata är en fjärilsart som beskrevs av Treitschke 1828. Scopula mutata ingår i släktet Scopula och familjen mätare. Inga underarter finns listade.